# Karhusaari (ö i Jämsä, Vekkula, Saarijärvi)
Karhusaari är en ö i Finland. Den ligger i sjön Saarijärvi och i kommunen Jämsä i den ekonomiska regionen  Jämsä  och landskapet Mellersta Finland, i den södra delen av landet, 210 km norr om huvudstaden Helsingfors. Öns area är 0,5 hektar och dess största längd är 150 meter i öst-västlig riktning.